# Peter Joseph
 (mars 2012).
Pour les articles homonymes, voir Joseph.
Peter Joseph (né en 1979 à Winston-Salem) est un réalisateur et un militant américain. Il a entre autres écrit, réalisé, créé la piste musicale et produit trois films documentaires non commerciaux :  Zeitgeist: The Movie en 2007, Zeitgeist : Addendum en 2008 et Zeitgeist : Moving Forward en 2011. Ces 3 films, auto-produits et distribués sous licence Creative Commons, peuvent être librement téléchargés, dupliqués et diffusés à des fins non commerciales uniquement,
En 2008, il fonde le « Mouvement Zeitgeist », une organisation qui plaide pour la construction d'un monde durable fondé sur une économie basée sur les ressources (ou MEBR). Il est également membre du comité de pilotage du projet « Peace on Earth ».

## Biographie

### Débuts
Peter Joseph est né en Caroline du Nord dans une famille de classe moyenne. Il a choisi de ne pas rendre public son nom de famille, en raison de son activité de travailleur indépendant, mais aussi afin de protéger sa famille des nombreuses menaces reçues après la sortie de son premier film. Il a déclaré en entrevue que le rôle de son père postier et de sa mère comme travailleuse sociale a contribué à façonner son opinion et ses impressions de la vie américaine. Plus tard, il s'installe à New York, d'abord pour fréquenter une école d'art. Actuellement, il vit et travaille dans cette ville comme monteur indépendant, compositeur et producteur pour diverses industries.

### Zeitgeist: The Movie
Zeitgeist : The Movie était, dans les premiers temps de sa conception, un projet personnel qui a été montré à New York comme de l'expression libre pour la sensibilisation du public. L'événement terminé, le film a été diffusé en ligne mais à ce stade, les internautes n'y accordèrent que peu d'intérêt. Plusieurs milliers de visionnages et quelques mois plus tard, la « Final Edition » (« Édition finale ») a été terminée.
Peter Joseph a déclaré : « en moins de 6 mois, plus de 50 millions de vues ont été enregistrées sur le compteur de Google Vidéo (avant d'être remises à zéro pour certaines raisons). L'estimation combinée du nombre de vues actuelles sur Internet est de plus de 100 millions à compter de 2009 ». Cette estimation prend en compte le fait que le film ait été diffusé sur plusieurs plateformes de téléchargement et via plusieurs méthodes comme la distribution par BitTorrent.
À noter qu'en 2010, Peter Joseph a publié un guide des sources (en anglais) afin de justifier les affirmations présentes dans son film, notamment sur la religion.

### Zeitgeist: Addendum
En octobre 2008, Zeitgeist : Addendum a été distribué comme la continuation du premier film, en se focalisant essentiellement sur les questions relatives au thème de la corruption humaine, tout en proposant une solution à ce problème. Le rapport du site Internet fait état de 50 000 visionnements par jour, ce qui fait approximativement en août 2009, 10 millions.[réf. nécessaire]

### Zeitgeist: Moving Forward
Zeitgeist : Moving Forward est le troisième film de Peter Joseph sorti le 26 janvier 2011, et compte plus de 25 millions de vues en novembre 2019 sur la seule vidéo officielle hébergée par Youtube. À noter que de nombreuses avant-premières se sont déroulées dans le monde entier du 15 au 25 janvier 2011, dont 5 dans des villes de pays francophones, comme Paris (le 22/01/2011) et Montréal (le 17/01/2011).

### Culture in decline
En juillet 2012, le réalisateur entame une série de petits documentaires bimestriels qui abordent de manière satirique « plusieurs phénomènes culturels récents que la plupart des individus au sein d'une société considèrent comme acquis ». Le but est ici d'inviter le spectateur de prendre son temps à analyser les systèmes dans lesquels il se trouve, qu'ils soient politiques, économiques, éducatifs, religieux, médiatiques, technologiques, etc. et d'y porter une réflexion et un regard critique.
Culture in decline dispose de son propre site web et ses vidéos sont entre autres diffusées sur Youtube.

## Mouvement Zeitgeist

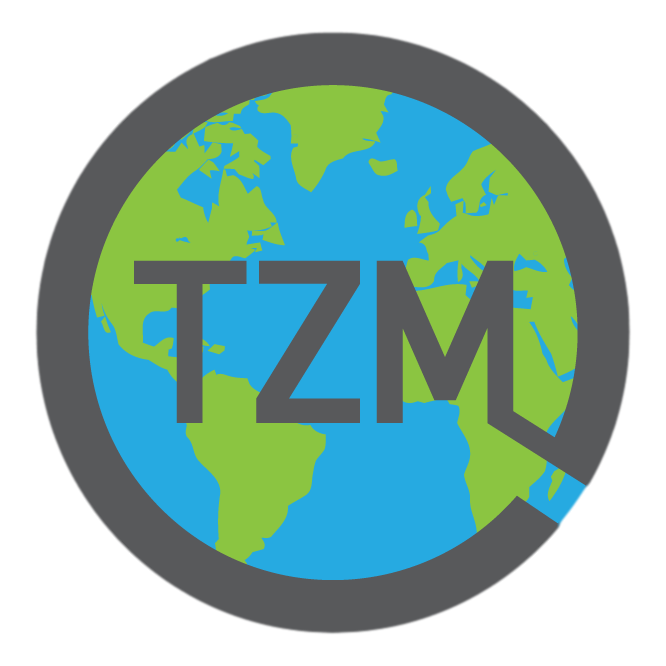
Logo du Mouvement Zeitgeist.

En 2008, à la fin de son film Zeitgeist: Addendum, il incite les personnes à rejoindre un mouvement, qu'il appelle «le Mouvement Zeitgeist». C'est ainsi que naît cette organisation internationale qui plaide pour la construction d'un monde durable dont l'économie serait basée sur les ressources, et ce par le biais d’un réseau de branches nationales et régionales, d’équipes de projets, d’évènements annuels, de médias et d’œuvres caritatives. Le Mouvement Zeitgeist fut la branche de communication grand public en coopération avec le Projet Venus jusqu'en avril 2011, date de scission des deux entités
,, lesquelles gardent toutefois le même objectif final : mettre en place un Modèle Économique Basé sur les Ressources sur l'ensemble de la planète.

## Conférences
Peter Joseph a participé en tant qu'orateur à deux conférences TEDx, TEDxO'Porto (Portugal) en mars 2011 et TEDxOjai (Californie) en février 2012.

## Attention médiatique
Peter Joseph a entre autres fait l'objet d'un article dans le New York Times, après la manifestation du Zeitgeist Day 2009 ou Z-DAY 2009, et de nombreuses interviews par des journalistes et radios indépendantes.
Peter Joseph a également accordé des interviews à la chaine de télévision israélienne TheMarker (en) en février 2012, ainsi qu'à la chaine de télévision Russia Today. À chaque fois, il y promeut un modèle économique basé sur les ressources et le Mouvement Zeitgeist.

## Filmographie
- 2007 : Zeitgeist : The Movie
- 2008 : Zeitgeist : Addendum
- 2011 : Zeitgeist : Moving Forward
- 2012 : « Culture in Decline » (présentation de l'œuvre), sur l'Internet Movie Database
- 2020 : « Interreflections » (présentation de l'œuvre), sur l'Internet Movie Database

## Livre
(en) Peter Joseph, The New Human Rights Movement : Comprehensive Critique of the Market-Dominated Economic System, BenBella Books, 6 avril 2017, 448 p. (ISBN 978-1942952657, lire en ligne)